# Tarpai-Nagyhegy
Koordináták: é. sz. 48° 07′ 46″, k. h. 22° 33′ 00″48.129310°N 22.550020°E
A Tarpai-Nagyhegy a Beregi-síkság egyik kiemelkedő geológiai érdekességű helye.  

## Leírása
A romvulkán tengerszint feletti magassága 154 m. A belső-kárpáti vulkáni övezet részének tekinthető, mely egy törésvonal mentén helyezkedik el. Az itteni vulkáni működés fő szakasza úgy 16,4-5,5 millió évvel ezelőttre tehető, melynek anyaga az utóvulkáni működések során keletkezett, ásványi ritkaságnak tartott osumilit nevű szilikátásvány. Egyetlen magyarországi lelőhelye itt található. 
A hegyen kőfejtő és a tarpaiak szőlőhegye található, mely létét a hegyet borító 2-3 méter vastagságú löszrétegnek és a napsütésnek köszönheti.
Az itt található kőbánya 1860-tól 1986-ig működött. Az innen kitermelt követ útalapokhoz, építkezésekhez, a Tisza mederrendezéseihez használták fel.
A hegytetőről széttekintve csodás panoráma; a Beregi-síkság és tiszta időben a Kárpátok vonulata, a Beregszászi-hegyek is elénk tárulnak.

## Növényvilága
A mára már felhagyott bányarészeket virágok sokasága, kökény és vadrózsabokrok, a hegy oldalát pedig szőlőültetvények, gyümölcsösök és apróbb présházak tarkítják. A hegyet borító lösztakarón évszázadok óta folyik szőlőtermesztés, az így megtermelt szőlőből a helyi gazdák készítenek mustot és bort.

## Állatvilága

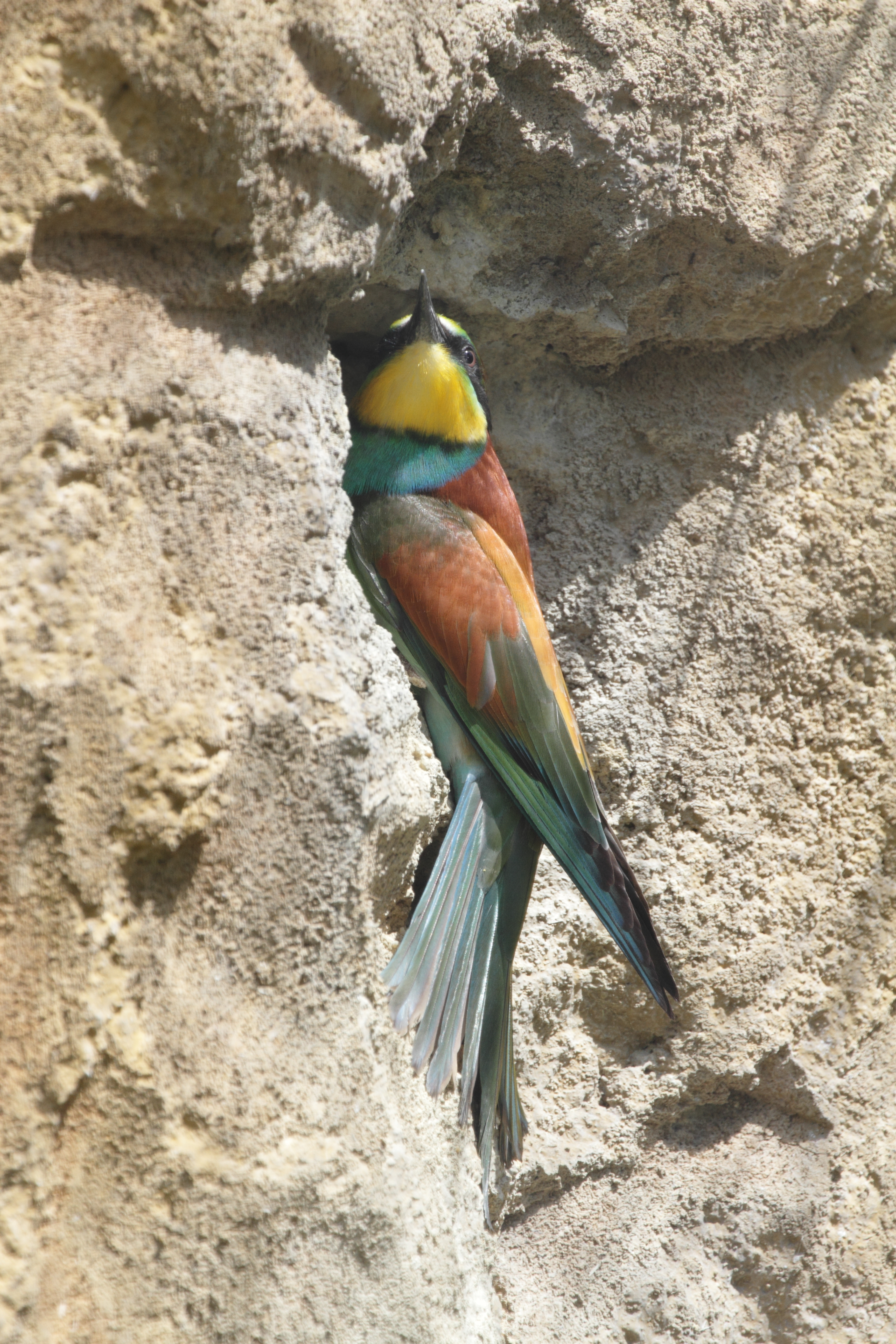
Gyurgyalag a löszfalba épített fészke előtt

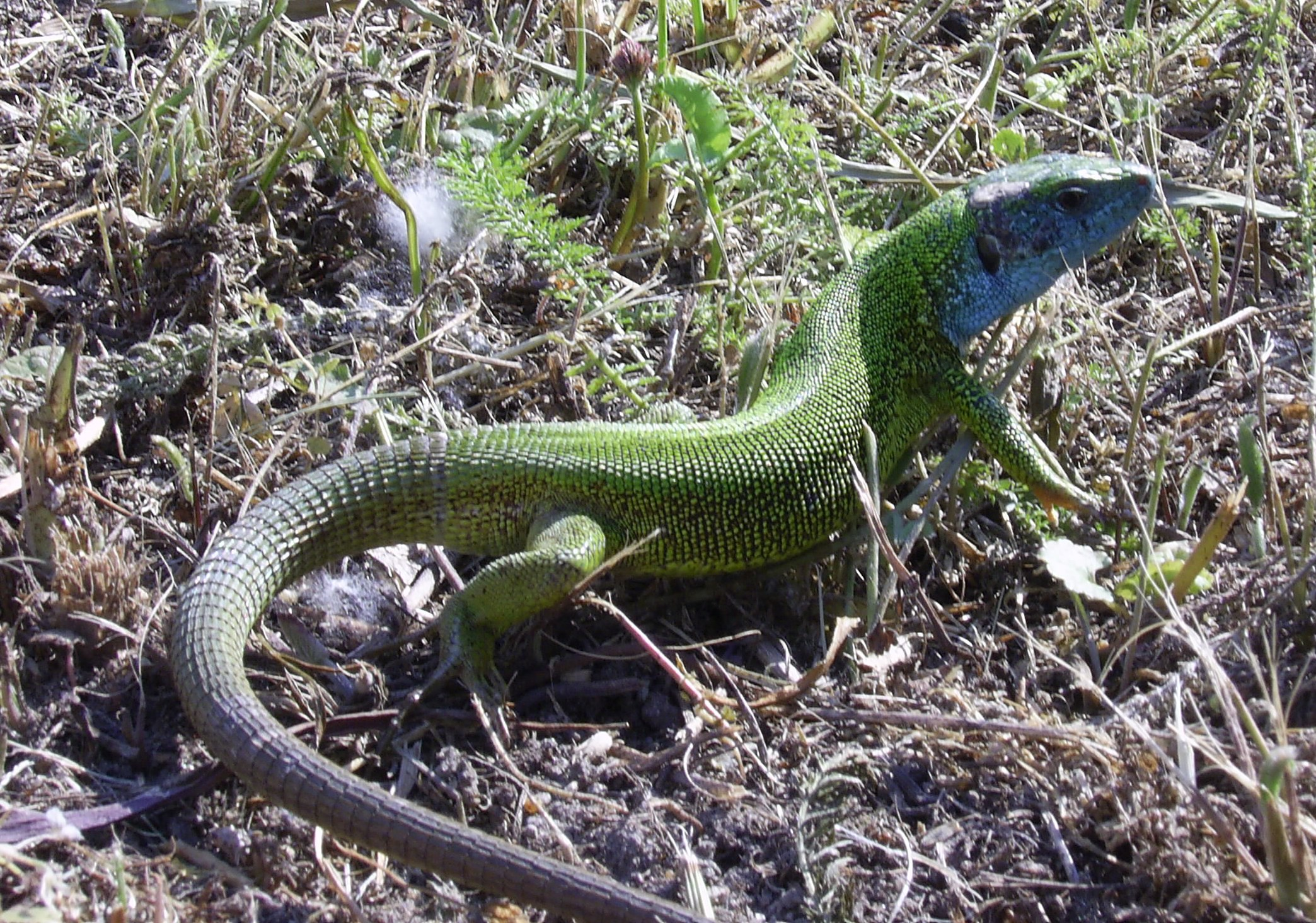
Zöld gyík hím példánya

Az egykori kőbánya sziklaoldalaiban költ a vörös vércse, a löszfalban színpompás gyurgyalagok fészkelnek. 
Állatvilágából említést érdemel még a beregi futrinka, a táj bennszülött rovarfaja. A területen előfordulnak a zöld gyík egyedei is.

## Külső hivatkozások
- Tarpa – YouTube-videó